# Praga de Siroes
Praga ou Peste de Siroes (627–628) foi uma epidemia que devastou as províncias ocidentais do Império Sassânida, principalmente a Mesopotâmia (Assuristão), matando metade de sua população, incluindo o xá que deu o nome à praga, Cavades II Siroes. A peste foi uma das várias epidemias que ocorreram no Irã ou perto dele, dois séculos após a primeira pandemia de peste trazida pelos exércitos sassânidas de suas campanhas em Constantinopla, Síria e Armênia.